# Pottsia densiflora
Pottsia densiflora là một loài thực vật có hoa trong họ La bố ma. Loài này được D.J.Middleton mô tả khoa học đầu tiên năm 2001.